# 180824 Kabos
180824 Kabos este un asteroid din centura principală de asteroizi.

## Descriere
180824 Kabos este un asteroid din centura principală de asteroizi. A fost descoperit pe 2 aprilie 2005 la Piszkesteto de Krisztián Sárneczky. Asteroidul prezintă o orbită caracterizată de o semiaxă mare de 2,22 ua, o excentricitate de 0,13 și o înclinație de 6,2° în raport cu ecliptica.